# Bí thư Ủy ban Kiểm tra Kỷ luật Trung ương Đảng Cộng sản Trung Quốc
Bí thư Ủy ban Kiểm tra Kỷ luật Trung ương Đảng Cộng sản Trung Quốc là người đứng đầu Ủy ban Kiểm tra Kỷ luật Trung ương. Bí thư là một chức vụ chính trị rất quan trọng, người đảm nhiệm chức vụ này là một trong những lãnh đạo cao cấp nhất của Đảng Cộng sản Trung Quốc.
Đảm nhiệm chức vụ Bí thư Ủy ban Kiểm tra Kỷ luật Trung ương luôn là một Ủy viên Bộ Chính trị hoặc Ủy viên Ban Thường vụ Bộ Chính trị của Đảng Cộng sản Trung Quốc, đó là các cơ quan ra quyết định cao nhất và có quyền lực lớn ở Cộng hòa Nhân dân Trung Hoa. Bí thư đương nhiệm là Lý Hi.

## Danh sách Bí thư
| Tên            | Chân dung | Nhiệm kỳ                                    | Chức vụ Đảng khác                                                                                  |
| -------------- | --------- | ------------------------------------------- | -------------------------------------------------------------------------------------------------- |
| Vương Hà Ba    |           | Tháng 4 năm 1927 – Tháng 7 năm 1928         | |
| Lưu Thiếu Kỳ   |           | Tháng 7 năm 1928 – Tháng 1 năm 1934         | |
| Lý Duy Hán     |           | Tháng 1 năm 1934 – Tháng 11 năm 1949        | |
| Chu Đức        |           | Tháng 11 năm 1949－Tháng 3 năm 1955         | Bí thư Trung ương Đảng                                                                             |
| Đổng Tất Vũ    |           | Tháng 3 năm 1955－Tháng 4 năm 1968          | Ủy viên Bộ Chính trị                                                                               |
| Trần Vân       |           | 22 tháng 12 năm 1978－Tháng 11 năm 1987     | Ủy viên Thường vụ Bộ Chính trị                                                                     |
| Kiều Thạch     |           | Tháng 11 năm 1987－Tháng 10 năm 1992        | Ủy viên Thường vụ Bộ Chính trị Bí thư Trung ương Đảng Bí thư Ủy ban Chính trị Pháp luật Trung ương |
| Úy Kiện Hành   |           | Tháng 10 năm 1992－Tháng 11 năm 2002        | Ủy viên Bộ Chính trị Ủy viên Thường vụ Bộ Chính trị Bí thư Trung ương Đảng                         |
| Ngô Quan Chính |           | Tháng 11 năm 2002－Tháng 10 năm 2007        | Ủy viên Thường vụ Bộ Chính trị                                                                     |
| Hạ Quốc Cường  |           | Tháng 10 năm 2007－ 15 tháng 11 năm 2012    | Ủy viên Thường vụ Bộ Chính trị                                                                     |
| Vương Kỳ Sơn   |           | 15 tháng 11 năm 2012 - 25 tháng 10 năm 2017 | Ủy viên Thường vụ Bộ Chính trị                                                                     |
| Triệu Lạc Tế   |           | 25 tháng 10 năm 2017 - 23 tháng 10 năm 2022 | Ủy viên Thường vụ Bộ Chính trị                                                                     |
| Lý Hi          |           | 23 tháng 10 năm 2022 - Đương nhiệm          | Ủy viên Thường vụ Bộ Chính trị                                                                     |